# Spermacoce perennis
Spermacoce perennis är en måreväxtart som beskrevs av Bernard Verdcourt. Spermacoce perennis ingår i släktet Spermacoce och familjen måreväxter.

## Underarter
Arten delas in i följande underarter:
- S. p. fimbriolata
- S. p. perennis